# 彭德 (1912年)
彭德（1912年1月—2002年2月15日），男，河北丰润人，中国政治人物，曾任交通部副部长。

## 生平
1912年1月生（一说1913年）。1930年2月在车轴山中学加入中国共产主义青年团，同年3月因参加薄一波等人在唐山领导的兵变失败而被捕，并于8月在狱中转为中国共产党党员。1936年出狱后，赴绥远从事地下工作，历任绥西工委干部，中共中央北方局机要秘书，中共吉县委员会书记，中共晋西南工委书记等职。1945年为中共七大代表。1945年起，历任贺龙秘书、贺龙中学副校长等职。1947年起，历任西北野战军独立第4旅政治部主任，中共中央晋绥分局第十地委书记，中共新绛地委书记，中共晋南中心地委书记，中共临汾地委书记等职。1949年后，历任太原重型机器厂党委书记，国家建设委员会委员，交通部人事局局长、政治部主任、副部长，大连海运学院党委书记，交通部顾问等职。2002年2月15日在北京逝世，享年90岁。